# Billy Idol

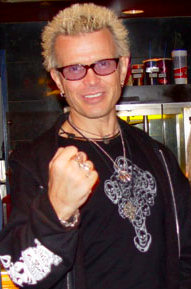
Billy Idol, 2003

Billy Idol (William Michael Albert Broad, n. 30 noiembrie 1955, Middlesex, Anglia) este un muzician, cântăreț, compozitor și actor englez. 

## Discografie

### Albums
1. Don't Stop EP - 1981
2. Billy Idol - 1982
3. Rebel Yell - 1984
4. Vital Idol - 1985
5. Whiplash Smile - 1986
6. Vital Idol - 1987
7. Idol Songs: 11 of the Best - 1988
8. Charmed Life - 1990
9. Cyberpunk - 1993
10. Rebel Yell: Expanded - 1999
11. Greatest Hits - 2001
12. VH1's Storytellers - 2002
13. Essential Billy Idol - 2003
14. Devil's Playground - 2005
15. Happy Holidays - 2006

## Singles
Începând cu re-lansarea din 1983 a "White Wedding", casa de discuri Chrysalis a dat discurilor single ale lui Billy Idol marca de numerotare IDOL, similar cu ceea ce a oferit formației muzicale Nine Inch Nails (vedeți Halo numbering system). Această catalogare a durat circa șapte ani și 16 discuri single (incluzând și diferitele re-editări) până la lansarea "Prodigal Blues" din 1990. 
| Year | Song                           | UK singles | U.S. Hot 100 | Album                                                            |
| ---- | ------------------------------ | ---------- | ------------ | ---------------------------------------------------------------- |
| 1981 | "Dancing With Myself"          | -          | -            | Don't Stop                                                       |
| 1981 | "Mony Mony"                    | -          | -            | Don't Stop                                                       |
| 1982 | "Hot in the City"              | 58         | 23           | Billy Idol                                                       |
| 1982 | "White Wedding"                | 6          | 36           | Billy Idol                                                       |
| 1983 | "White Wedding" (re-issue)     | -          | -            | Billy Idol                                                       |
| 1984 | "Rebel Yell"                   | 6          | 46           | Rebel Yell                                                       |
| 1984 | "Eyes Without a Face"          | 18         | 4            | Rebel Yell                                                       |
| 1984 | "Flesh for Fantasy"            | 54         | 29           | Rebel Yell                                                       |
| 1988 | "Catch My Fall"                | 63         | 50           | Rebel Yell                                                       |
| 1984 | "White Wedding" (re-release)   | -          | -            | Vital Idol                                                       |
| 1985 | "Rebel Yell" (re-release)      | -          | -            | Vital Idol                                                       |
| 1986 | "To Be a Lover"                | 22         | 6            | Whiplash Smile                                                   |
| 1987 | "Don't Need a Gun"             | 26         | 37           | Whiplash Smile                                                   |
| 1987 | "Sweet Sixteen"                | 17         | 20           | Whiplash Smile                                                   |
| 1987 | "Mony Mony (Live)"             | 7          | 1            | Vital Idol                                                       |
| 1988 | "Hot in the City" (re-release) | 13         | 48           | Vital Idol                                                       |
| 1988 | "Cradle of Love"               | 34         | 2            | Charmed Life                                                     |
| 1990 | "L.A. Woman"                   | 70         | 52           | Charmed Life                                                     |
| 1990 | "Prodigal Blues"               | 47         | -            | Charmed Life                                                     |
| 1993 | "Shock to the System"          | 30         | -            | Cyberpunk                                                        |
| 1993 | "Heroin"                       | -          | -            | Cyberpunk                                                        |
| 1994 | "Speed"                        | 47         | -            | -                                                                |
| 2000 | "Grand Theft Auto"             | -          | -            | -                                                                |
| 2005 | "Scream"                       | -          | -            | Devil's Playground Arhivat în 20 iunie 2006, la Wayback Machine. |

## Citate
- Fiecare a înțeles greșit [ceea ce am spus]. Am spus ca sunt din nou în porn[ografie] și nu că m-aș fi năcut încă o dată, conform originalului din engleză, "Everybody got it wrong. I said I was into porn again, not born again."  after being injured in a motorcycle incident.

- Îmi place când cineva mă insultă. Asta înseamnă că nu mai trebuie să mă port frumos. conform originalului, "I love it when someone insults me. That means that I don't have to be nice anymore."